# Thorectes baraudi
Thorectes baraudi är en skalbaggsart som beskrevs av Lopez Colon 1981. Thorectes baraudi ingår i släktet Thorectes och familjen tordyvlar. Inga underarter finns listade i Catalogue of Life.